# Elecciones municipales de Rancagua de 1996
Las elecciones municipales en Rancagua de 1996 tuvieron lugar el domingo 27 de octubre de dicho año.

## Sistema electoral
En estos comicios, el sistema electoral correspondía a un sistema proporcional por listas, esto es, cada alianza política podía llevar un máximo de 8 candidatos, la más alta mayoría de todos los candidatos era el alcalde electo. Los 7 concejales eran electos a través de una cifra repartidora de votos. 
De esta forma, todos eran candidatos a alcalde y los que no lograban ganar, optaban, de acuerdo a la cifra repartidora, a ser concejal. Sin embargo, cada pacto tenía contemplado un candidato a alcalde, en quien gastaban mayores recursos que en el resto, para potenciar la posibilidad de concentrar la votación en uno de ellos y poder "arrastrar" a otros como concejal.

## Candidaturas

### Unión por Chile
La Unión por Chile conformada por los partidos Renovación Nacional y la Unión Demócrata Independiente, determinaron llevar como candidato a alcalde al exalcalde durante la dictadura militar, Rodolfo Cortés Ferrada (RN), seguido de los candidatos a concejal: Gloria Vitoria Ruiz (RN), Ingrid Arriola Díaz (RN), Rodolfo Sánchez Rubio (Ind.) y Eduardo Soto Romero (UDI).

### Concertación por la Democracia
La Concertación por la Democracia, formada por el Partido Demócrata Cristiano, el Partido Socialista, el Partido por la Democracia y el Partido Radical Socialdemócrata, llevaron 8 candidatos, Darío Valenzuela Van Treek (PPD), quien era el potenciado a alcalde. 
Los otros candidatos fueron: Daniel Silva Martínez (PPD), Enrique Leyton Sánchez (PS), Hernán Castillo Álvarez (PS), Claudio Sule Fernández (PRSD), Carlos Arellano Baeza (PDC), Mateo Mihovilovic Kovacic (PDC) e Ivonne Millán (PDC).

### Opción Humanista
El Partido Humanista generó una lista única de candidatos: Rafael Canto Escobar, potenciado para alcalde y los candidatos a concejal: Guido Oyarzún Gordoniz, José Melgarejo Olguín, Paola Marambio Fuentes, José Basoalto Reinoso, Luis Zúñiga Zúñiga, Mónica Cepeda Sanhueza y Gonzalo Díaz Barrios.

### La Izquierda
El Partido Comunista estableció su propio pacto electoral denominado "La Izquierda", llevando también candidatos. Para alcalde la propuesta era Roberto Villagra Reyes, mientras que para concejales las opciones fueron: María Teresa Ramírez Nilo, Patricio Muñoz Rodríguez, Carlos Poblete Ávila, Luis Pérez Arce, Manuel Tapia Allendes, Eduardo Cáceres Ruz y Jorge Faúndez Faúndez..

### Independientes Progresistas por Centro Centro
Otra colectividad existente hacia el año 1996 era la Unión de Centro Centro, creado por el excandidato presidencial independiente, Francisco Javier Errázuriz Talavera. Ellos también potenciaron a la alcaldía a Hernán Chávez Palma, el único candidato militante de dicha lista. Los candidatos al concejo fueron todos en calidad de independientes: Jaime Rodríguez, Ivonne Henríquez Díaz, Francisco Cuevas Raichevich, Juan de Dios Saavedra Hidalgo, Jorge Molinet Merino, Ana María Cádiz Whipple y Pamela Medina Schulz.

## Resultados
De acuerdo al orden de la papeleta electoral:
     Concejal electo.
     Alcalde electo.
|  | 0,98 % |

|  | 0,68 % |

|  | 1,49 % |

|  | 0,23 % |

|  | 0,42 % |

|  | 2,33 % |

|  | 1,82 % |

|  | 1,12 % |

|  | 3,15 % |

|  | 0,53 % |

|  | 0,47 % |

|  | 1,65 % |

|  | 0,45 % |

|  | 0,24 % |

|  | 0,24 % |

|  | 0,26 % |

|  | 6,63 % |

|  | 3,29 % |

|  | 0,98 % |

|  | 5,88 % |

|  | 1,11 % |

|  | 0,63 % |

|  | 0,31 % |

|  | 0,31 % |

|  | 0,26 % |

|  | 0,18 % |

|  | 0,10 % |

|  | 0,15 % |

|  | 0,16 % |

|  | 0,12 % |

|  | 23,69 % |

|  | 2,33 % |

|  | 4,86 % |

|  | 1,51 % |

|  | 11,59 % |

|  | 14,47 % |

|  | 2,05 % |

|  | 3,63 % |